# Горский, Михаил Николаевич

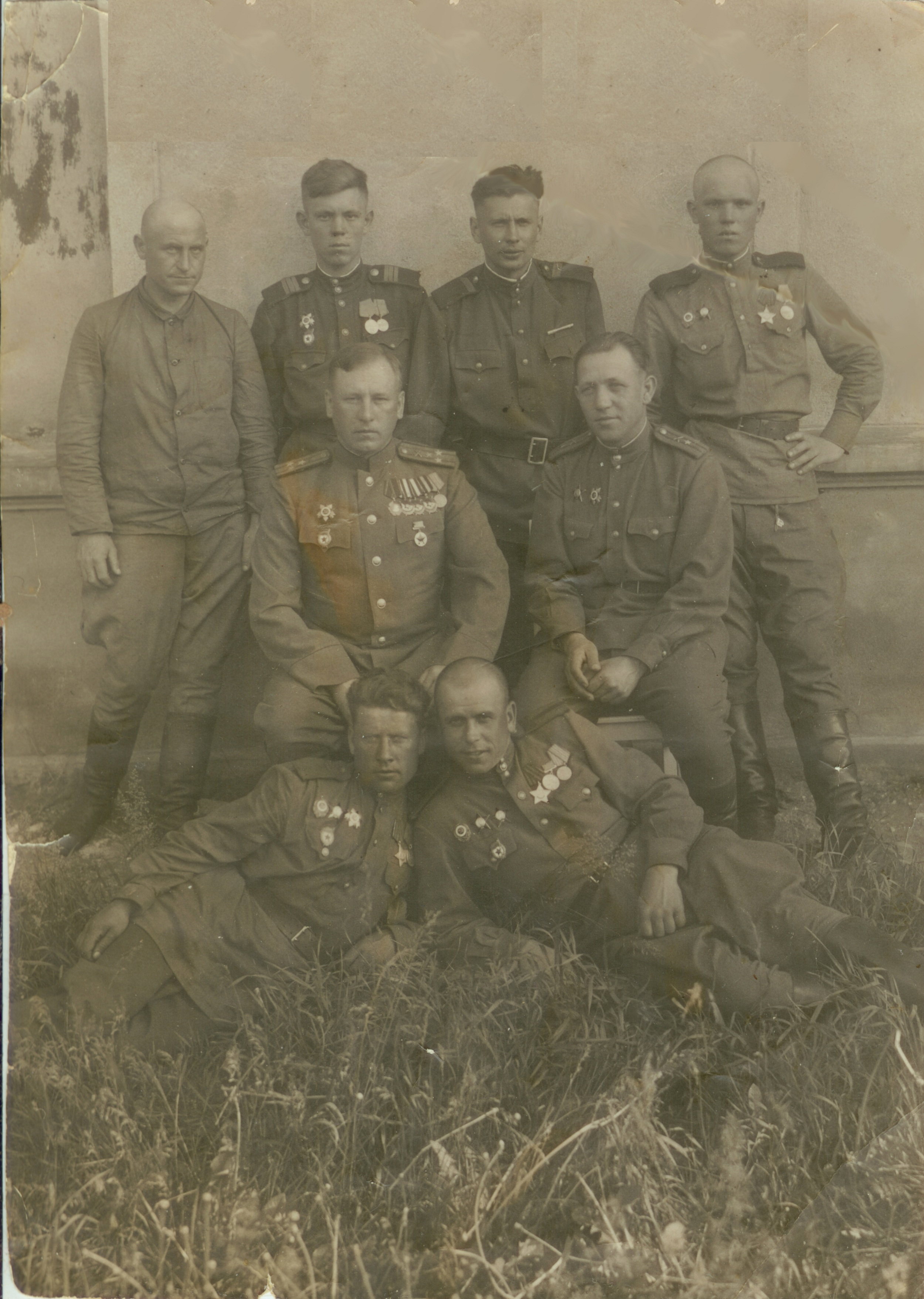

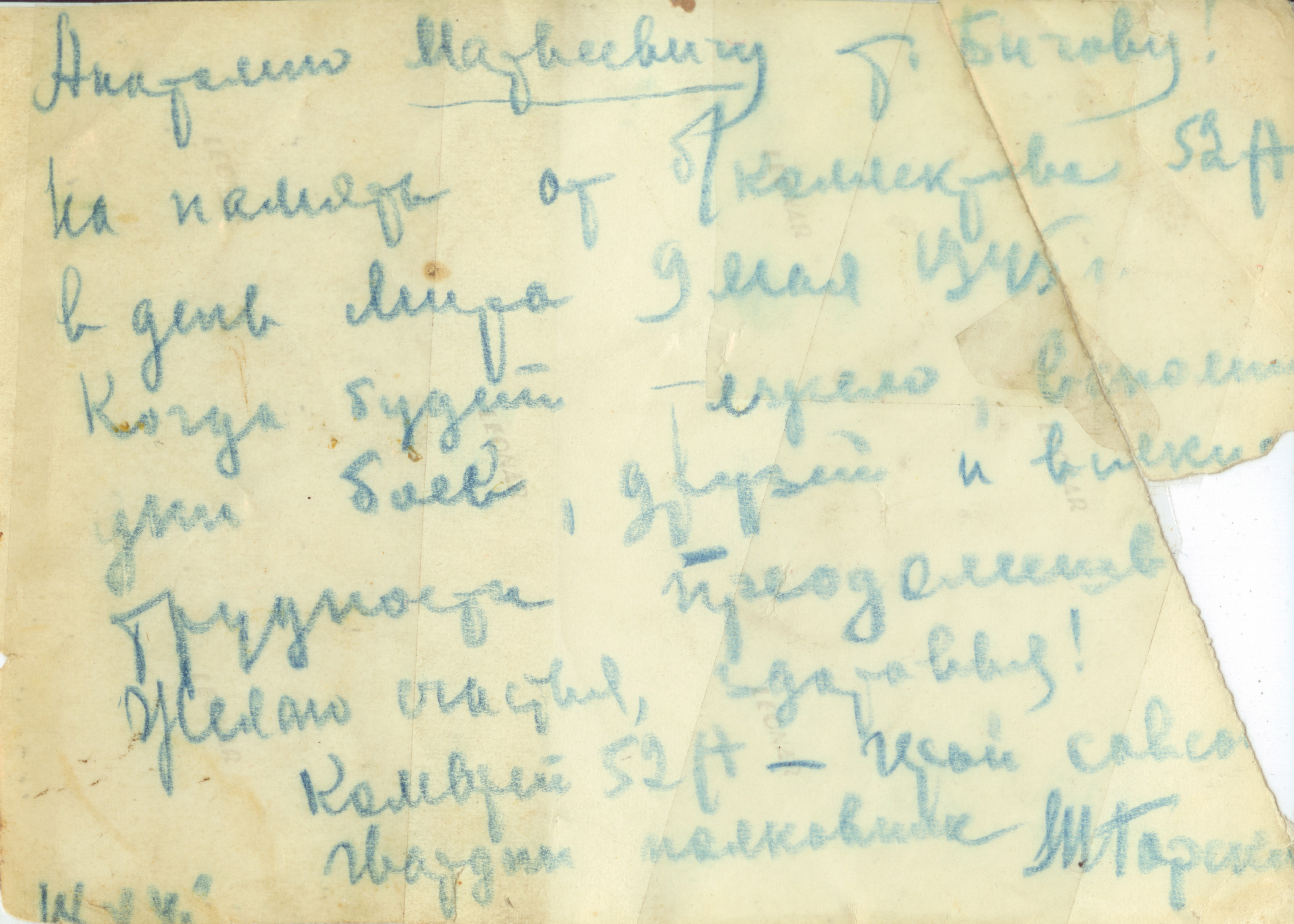

Михаил Николаевич Горский (1904—1960) — советский военачальник, участник Гражданской и Великой Отечественной войн, Герой Советского Союза (29.05.1945). Генерал-майор.

## Биография
Михаил Горский родился 10 ноября 1904 года в Красноярске в семье крестьянина. Окончил среднюю школу. В феврале 1920 года Горский добровольно пошёл на службу в Рабоче-крестьянскую Красную Армию. Участвовал в Гражданской войне, воевал на Восточном фронте. В 1924 году окончил Томскую артиллерийскую школу командного состава, в июне 1925 — ноябре 1927 годов служил в ней помощником командира учебной батареи. Впоследствии служил на различных командных должностях. В 1932 году вступил в ВКП(б). В 1938 году был репрессировал и уволен из армии по ложным обвинениям, в 1940 году восстановлен на службе. В 1941 году окончил Военную артиллерийскую академию имени Ф. Э. Дзержинского.
С июня 1941 года — на фронтах Великой Отечественной войны. Был начальником артиллерии стрелковой дивизии, затем командующим артиллерией нескольких стрелковых корпусов. Принимал участие в битве за Москву, битве за Кавказ, Курской битве, освобождении Украинской ССР. Три раза был ранен в боях.
В 1945 году гвардии полковник Михаил Горский командовал артиллерией 52-й армии 1-го Украинского фронта. Отличился во время освобождения Силезии. В марте 1945 года, когда немецкие войска предприняли ряд мощных танковых контрударов, Горский умело организовал действия армейской артиллерии, маневрировал имеющимися силами, оперативно сосредотачивал артиллерийские подразделения на танкоопасных направлениях. Во многом благодаря артиллерии все вражеские контрудары были успешно отражены с большими потерями для противника. В дальнейшем Горский руководил действиями артиллерии армии в ходе Берлинской и Пражской операций. За период с марта по май 1945 года артиллеристы 52-й армии уничтожили в общей сложности около 80 танков и 40 батарей полевой артиллерии.
Указом Президиума Верховного Совета СССР от 29 мая 1945 года за «мужество и героизм, проявленные в борьбе с немецкими захватчиками» гвардии полковник Михаил Горский был удостоен высокого звания Героя Советского Союза с вручением ордена Ленина и медали «Золотая Звезда» за номером 6070.
После окончания войны Горский продолжил службу в Советской Армии. В 1948 году он окончил Высшие академические курсы при Высшей военной академии имени К. Е. Ворошилова. С 1956 года командовал артиллерией Сибирского военного округа. В 1959 году уволен в запас в звании генерал-майора.
Проживал в Новосибирске. Умер 7 сентября 1960 года, похоронен в городе Сочи Краснодарского края.

## Награды
- Герой Советского Союза (29.06.1945)[3]
- Два ордена Ленина (30.04.1945, 29.06.1945)
- Четыре ордена Красного Знамени (9.11.1943, 3.11.1944, 7.04.1945, 13.06.1952)
- Орден Отечественной войны 2-й степени (12.04.1944)
- Медаль «За боевые заслуги» (15.01.1940)
- Медаль «За оборону Кавказа»
- Медаль «За освобождение Праги»
- Ряд других медалей СССР[2]

Награды Польши
- Орден «Крест Грюнвальда» 2-го класса
- Медаль «За Одру, Нису и Балтику»
- Медаль «Победы и Свободы»